# Bziphe
El Bziphe o Bzib o és un riu d'Abkhàzia, que neix al Caucas i desaigua al mar. És un riu curt però té importància perquè marca el límit nord del país. Té una longitud de 110 quilòmetres, i la seva conca té una superfície de 1.510 quilòmetres quadrats.